# Domaszyce
Domaszyce (biał. Дамашыцы; ros. Домашицы) – wieś na Białorusi, w obwodzie brzeskim, w rejonie pińskim, w sielsowiecie Mołotkowicze, nad Piną. Od wschodu sąsiaduje z Pińskiem.
W pobliżu znajduje się prom rzeczny na Pinie.

## Historia
W dwudziestoleciu międzywojennym leżały w Polsce, w województwie poleskim, w powiecie pińskim, w gminie Żabczyce. Po II wojnie światowej w granicach Związku Sowieckiego. Od 1991 w niepodległej Białorusi.

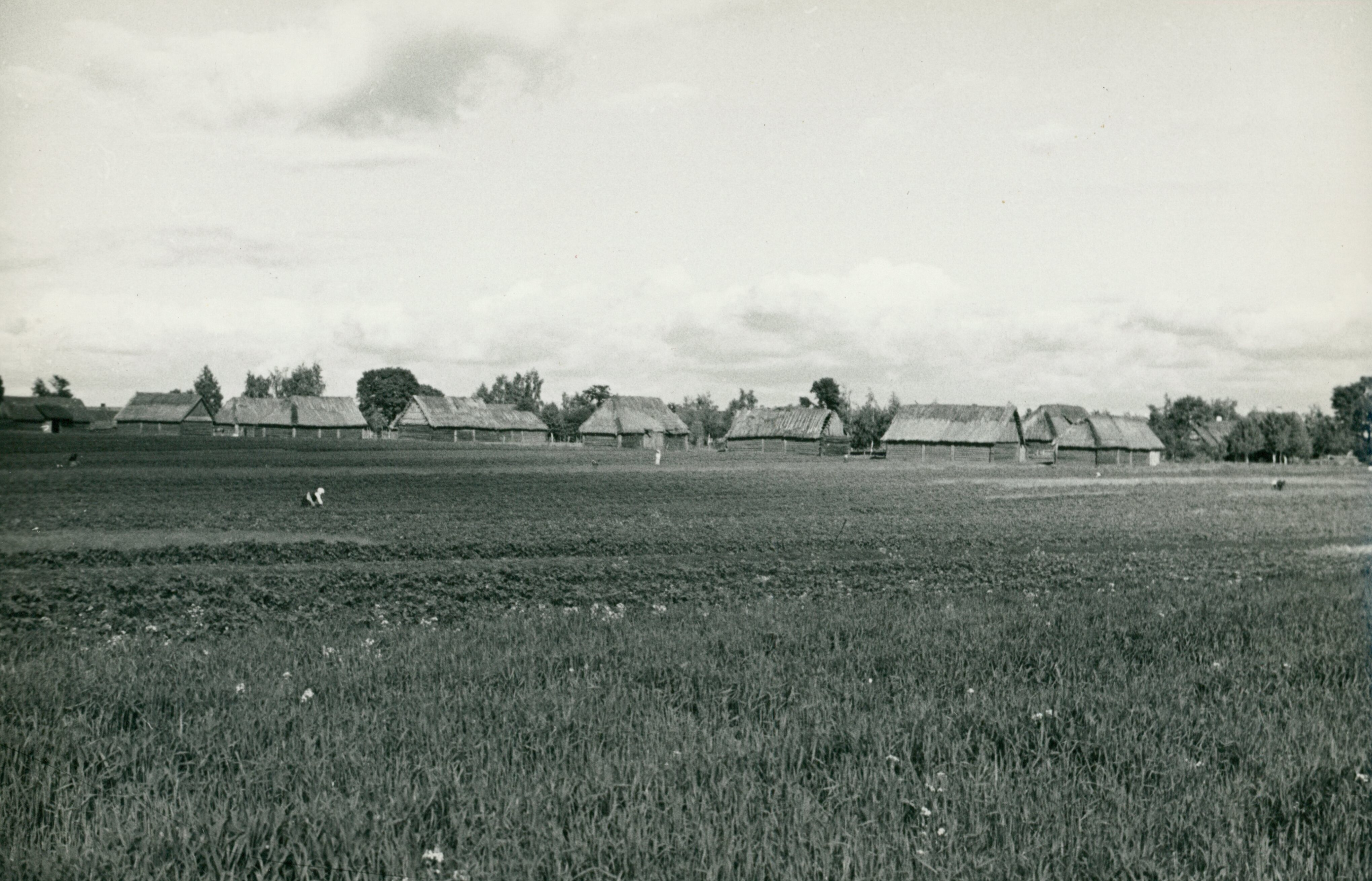
Panorama wioski, około 1936
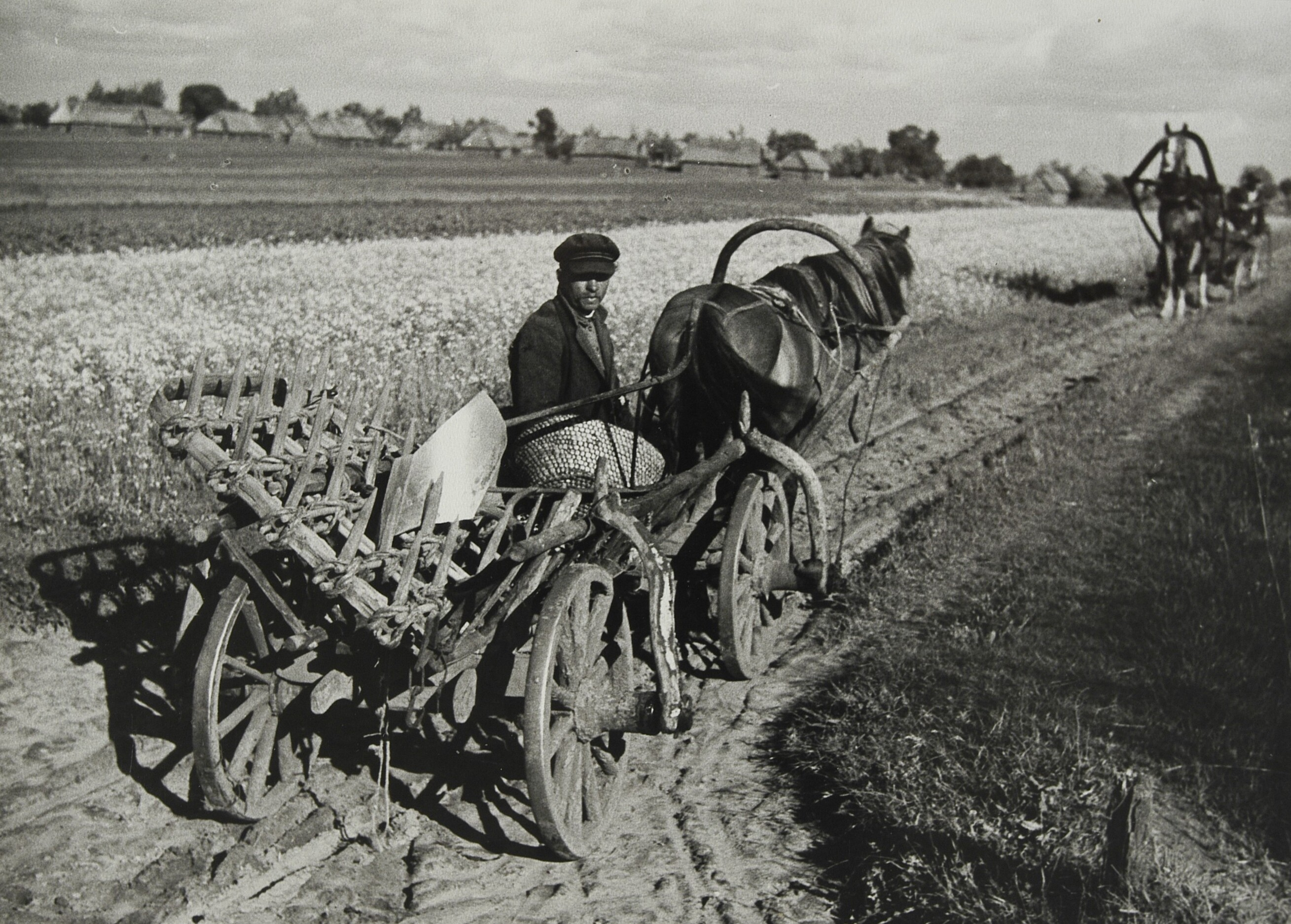
Droga w pobliżu wioski, 1936